# Feliks Dzeržinski
Feliks Edmundovič Dzeržinski (polj. Feliks Dzierżyński, rus. Фе́ликс Эдму́ндович Дзержи́нский) (Ivjanec, 11. rujna 1877. – Moskva, 20. srpnja 1926.) bio je poljsko-ruski komunistički revolucionar, sudionik Oktobarske revolucije i prvi direktor sovjetske tajne policije Čeke.

## Životopis
Feliks Dzeržinski rođen je na imanju Dzeržinovo kraj Ivjaneca (zapadna Bjelorusija), u obitelji koja je pripadala poljskom plemstvu. Krenuo je na školovanje u Rusku gimnaziju u Vilniusu, ali je prije mature bio izbačen zbog revolucionarne aktivnosti. Među starijim studentima, bio je Józef Piłsudski, kasnije poljski maršal i njegov neprijatelj.
Godine 1899. bio je jedan od osnivača Socijaldemokratske partije Kraljevstva Poljske i Litve. Bio je uhićivan zbog revolucionarnih aktivnosti 1897. i 1900. godine, kada je oba puta poslan u Sibir, ali je oba puta pobjegao. Nakon toga se u Berlinu upoznao s Rosom Luksemburg i Leom Jogičesom, dvoje značajnih vođa poljskog socijaldemokratskog pokreta. Oni su s vremenom stekli značajan utjecaj u Partiji.
Dzeržinski je na neko vrijeme prestao djelovati u radničkom pokretu nakon smrti njegove supruge 1904. godine, ali se nakon izbijanja Ruske revolucije 1905. godine ponovno aktivirao. Nakon propasti revolucije, ponovo je neko vrijeme bio zatvoren, ali je uspio pobjeći.
Od 1910. godine, Dzeržinski je boravio u Poljskoj, gdje je upravljao Socijaldemokratskom partijom, riskirajući uhićenje. Policija ga je 1912. uspjela uhititi, nakon čega je naredne četiri i pol godine izdržavao kaznu u varšavskoj Citadeli. Nakon početka Prvog svjetskog rata, Dzeržinski je s ostalim kažnjenicima premješten iz Poljske u ruski grad Orjol. Godine 1916. premješten je u zatvor Butriki u Moskvi. Nakon izbijanja Februarske revolucije, Dzeržinski je pušten iz zatvora i počeo organizirati poljske izbjeglice za povratak u Poljsku i priključenje revolucionarnoj borbi. Međutim, ostao je u Moskvi i postao član Ruske socijal-demokratske radničke partije (boljševika). U travnju je postao član Moskovskog komiteta boljševika, a kasnije je izabran u Izvršni komitet moskovskog sovjeta. Tada je uspostavio dobre odnose s Lenjinom.
Krajem srpnja, Dzeržinski je premješten iz Moskve u Petrograd na nove dužnosti. Sudjelovao je na sjednici Centralnog komiteta u listopadu i podupro Lenjinove zahtjeve za dizanjem revolucije. Nakon pobjede boljševika, Lenjin je Dzeržinskog zadužio za organiziranje borbe protiv potencijalnih i stvarnih unutarnjih neprijatelja. Vijeće narodnih komesara je 20. prosinca 1917. i službeno uspostavilo Čeku, organizaciju za borbu protiv kontrarevolucije i sabotaže, a Dzeržinski je postao njen prvi direktor.
Kako je Ruski građanski rat eskalirao, Čeka je pojačala svoje djelovanje protiv kontrarevolucionara i ostalih protivnika nove vlasti. Godine 1922., po završetku građanskog rata, Čeka je postala Državni politički direktorat (rus. GPU), kao odjel NKVD-a. U razdoblju od 1921. do 1924., Dzeržinski je bio ministar unutarnjih poslova, ravnatelj Čeke/GPU-a, ministar za komunikacije i direktor Vesenke (vrhovno vijeće narodne ekonomije).
Umro je od srčanog udara 20. srpnja 1926. u Moskvi, ubrzo nakon dvosatnog govora u boljševičkom Centralnom komitetu usmjerenog protiv oporbe na čelu s Lavom Trockim, Grigorijem Zinovjevom i Levom Kamenjevom.

## Nasljeđe
Po njemu je nazvan jedan od dva poljska autonomna distrikta u Sovjetskom Savezu. Dzjaržinsk, glavni grad distrikta, nosi naziv po njemu od 15. ožujka 1932. Distrikt je rasformiran 1935., kada je većina administracije stradala u staljinskim čistkama.
Po Dzeržinskom je nazvano šest gradova diljem Sovjetskog Saveza. Osim Dzjaržinska, po njemu je nazvan i grad Dzeržinsk, tri grada u Rusiji nose naziv Dzeržinski, a također i grad Dzeržinsk u Donjeckoj oblasti u Ukrajini. Jedno ukrajinsko selo u Žitomirskoj oblasti nosilo je ime Dzeržinsk do 2005. kada je preimenovano u Romaniv. U Staljingradu je po Dzeržinskom bila nazvana tvornica traktora. Nakon uspostave NR Poljske, velik broj trgova i ulica nazvan je njemu u čast. Nakon pada komunizma u Poljskoj izmijenjena su sva imena ulica i trgova koji su nosili njegovo ime i uklonjene njegove statue.
U Moskvi se od 1958. u blizini sjedišta KGB-a, na trgu Lubjanka, nalazio veliki željezni spomenik Feliksu Dzeržinskomg, znan kao "željezni Feliks". Spomenik su kolovoza 1991. srušili protivnici komunističkog režima nakon neuspjelog državnog udara. Godine 2002., moskovski gradonačelnik Jurij Lužkov predložio je obnavljanje spomenika, ali se tome usprotivila oporba na čelu s liberalima i vlada u Kremlju.
U Minsku je u svibnju 2006. pred vojnom akademijom podignuta brončana replika ovog spomenika.